# 3 (canção)
"3" é uma canção da artista musical estadunidense Britney Spears, contida em seu segundo álbum de compilação, The Singles Collection, lançado em 2009. Foi liberada em 29 de setembro de 2009 nas emissoras radiofônicas pela Jive Records, como o único single do disco. A música foi produzida por Max Martin e Shellback, colaboradores de longa data de Spears e gravada pela cantora em julho do mesmo ano, enquanto estava em turnê na Suécia. É uma faixa electropop com andamento acelerado que possui uma linha de baixo pesada e sintetizadores, e letras sobre sexo a três.O refrão contém uma referência ao trio estadunidense de gênero folclórico Peter, Paul and Mary, usada como uma gíria sexual.
A canção recebeu revisões positivas da mídia especializada, com alguns críticos chamando-a de uma canção clássica de Spears. A música alcançou sucesso comercial liderando as tabelas nos Estados Unidos e Canadá assim como listando-se entre os dez mais vendidos em diversos países ao redor do mundo, incluindo Austrália, Finlândia, Noruega, Suécia e Reino Unido. A composição estreou em primeiro lugar na parada estadunidense Billboard Hot 100, tornando-se a primeira faixa a debutar no topo da lista em mais de três anos e Spears a única artista que não participou do American Idol a conseguir tal feito em onze anos. "3" foi também a décima quinta música na história da Billboard a passar sua semana inicial na primeira colocação.
O vídeo acompanhante, dirigido por Diane Martel, caracteriza Spears e seus dançarinos diante de diferentes fundos em preto e branco. Martel descreveu o roteiro como sensual e divertido, enquanto os críticos contemporâneos deu-lhe avaliações positivas, elogiando a sua simplicidade. A versão do diretor vazou online em 15 dezembro de 2009. A artista apresentou "3" na Femme Fatale Tour usando um chapéu e um casaco branco.

## Antecedentes e divulgação

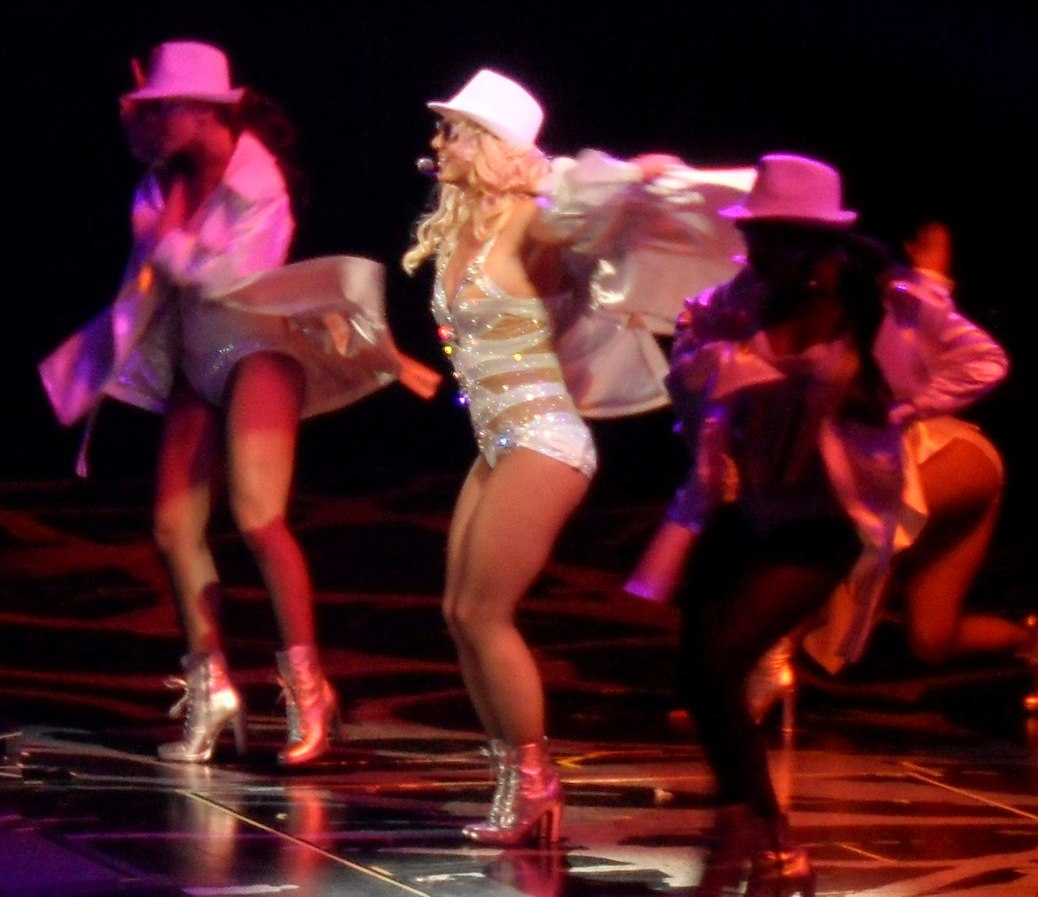
Spears apresentando "3" na Femme Fatale Tour.

Em 12 de julho de 2009, Spears confirmou através de sua conta no Twitter que havia começado a gravar um novo material, dizendo que estava indo para o estúdio com o compositor e produtor sueco Max Martin, enquanto localizava-se em Estocolmo durante a etapa européia da The Circus Starring Britney Spears (2009). "3" foi escrita por Tiffany Amber, Martin e Shellback e produzida pelos dois últimos. A interprete gravou sua voz para canção com os produtores no Maratone Studios. John Hanes foi responsável pela edição vocal da cantora na faixa, que mais tarde foi mixada por Serban Ghenea no MixStar Studios, em Virgínia. Em 23 de setembro, a Jive Records anunciou oficialmente o lançamento de uma coletânea musical intitulada The Singles Collection através do site oficial de Spears, em comemoração de seu aniversário de dez anos na indústria musical, também publicando o lançamento de "3" como a primeira faixa de trabalho do disco. A capa do single foi lançada na página oficial da cantora em 28 de setembro.
Em 25 de março de 2011, Spears fez um show especial no Rain Nightclub em Las Vegas. O repertório do concerto consistia em três canções de seu sétimo álbum de estúdio, Femme Fatale, incluindo "Hold It Against Me", "Big Fat Bass" e "Till the World Ends". Durante a performance de "Big Fat Bass", a artista vestia um bodysuit de látex e elementos de "3", "Gimme More" e "I'm a Slave 4 U" também foram incluídos. Em 27 de março, "Big Fat Bass" também foi apresentada no Bill Graham Civic Auditorium que foi ao ar no programa Good Morning America em 29 de março, e no mesmo dia, Spears apresentou o conjunto no Jimmy Kimmel Live!. A faixa foi apresentada na Femme Fatale Tour. Depois de "Up 'n Down", a interprete coloca um chapéu branco e um casaco e executa a canção com suas dançarinas, vestidas em um estilo similar. Shirley Halperin do The Hollywood Reporter nomeou a performance da faixa como uma das melhores do espetáculo juntamente com "Piece of Me" e "Don't Let Me Be the Last to Know". Rick Florino do Artistdirect disse que "'3' cedeu lugar a um massivo coral feito pelos espectadores". O elenco da série Glee realizou uma interpretação do tema no episódio "Britney 2.0", cuja edição veio mais tarde a constar no extended play (EP) de mesmo nome do episódio.

## Composição
"3" é uma canção electropop com andamento acelerado, que inicia-se com sintetizadores e efeitos vocais. A música está escrita na tonalidade de fá menor e no tempo de assinatura comum infundida no metrônomo de 138 batidas por minuto. Os vocais de Spears variam da mediana nota de Dó4 a baixa-tonalidade de Dó5. A faixa tem uma sequência básica de Fá m–Mi♭m–Si♭m–Fá m como sua progressão harmônica. Durante a ponte, a obra desacelera com cordas sintéticas e batidas de bumbo, e a parte termina com um batimento semelhante a um four-on-the floor, um ritmo padrão popularizado no disco music dos anos 70. Durante o número, os vocais de Spears são editados pelo auto-tune que, de acordo com o Daily Mail, dá a canção "um toque futurista e contemporâneo".
As letras da composição são sobre sexo a três. Ao contrário de "If U Seek Amy", a canção não possui duplo sentido e é mais direta liricamente. As insinuações em letras como "Quanto mais, melhor, diversão tripla daquele jeito", foram niveladas as faixas do terceiro álbum de estúdio de Prince, Dirty Mind. O refrão tem sido comparado as cantigas infantis pelo uso da contagem crescente e finaliza com um longo gemido. Durante a segunda parte do refrão, há uma referência ao trio estadunidense de gênero folclórico Peter, Paul and Mary, que na música é usada como gíria sexual a sexo a três.

## Crítica profissional
| Críticas profissionais | Críticas profissionais |
| Avaliações da crítica  | Avaliações da crítica  |
| Fonte                  | Avaliação              |
| ---------------------- | ---------------------- |
| About.com              | [ 18 ]                 |
| Rolling Stone          | [ 19 ]                 |

Monica Herrera da Billboard, comentou que a canção "constrói um clímax de bumbo descontroladamente pulsante que convoca os fãs de Spears para as pistas de dança". A revista Rolling Stone deu a música quatro de cinco estrelas denominando-a como um "clássico instantâneo de Britney". Enquanto creditava que a produção da faixa "elevava a obra sobre os típicos produtos de dance", o Los Angeles Times disse que a artista soou "suavemente genérica".
Em sua resenha de The Singles Collection, Stephen Thomas Erlewine da Allmusic selecionou "3" como uma das "melhores faixas" e comentou que: "a canção era muito melhor do que qualquer uma das três músicas inéditas contidas em My Prerogative". Bill Lamb do About.com disse que apesar das letras serem controversas: "o resultado final é esta outra confecção de música pop irresistivelmente cativante que estoura em quase todas as rádios pop de hoje". Ele congratulou o refrão e a ponte, também denominando o número como um "clássico de Britney". A música também foi comparada a "Celebration" de Madonna (2009), uma vez que ambas as artistas "musicalmente não apresentam nada de novo, mas elas conseguem sintetizar muitos dos elementos que fazem de uma cantora a uma estrela". A.J. Mayers da MTV escolheu "3" como a oitava melhor canção de 2009.

## Vídeo musical

Spears e quatro dançarinas vestindo um maiô cada, enquanto seguram em uma barra de aço acima delas. Uma das cenas da qual a diretora Diane Martel classifica como "simples, sensual e minimalista" em comparações a vídeos anteriores da cantora.

O vídeo musical foi filmado em 5 e 6 de outubro de 2009 em Los Angeles, Califórnia, dirigido por Diane Martel e coreografado por Tone & Rich. O estilista GK Reid trabalhou juntamente com Spears para desenvolverem os figurinos. Em 15 de outubro, imagens da gravação foram divulgadas. Uma contagem regressiva, incluindo fotos e amostras do roteiro, foi anunciada na página oficial da artista, publicando também que o lançamento ocorreria 30 de outubro. Em uma entrevista concebida a revista Life & Style, Diane Martel classificou o vídeo como "simples, sensual e minimalista". Além disso, disse que a cantora e ela conversaram com os cabeleireiros e com os maquiadores, e declarando que:
| “ | Ela é muito doce e engraçada, muito normal e mantém os pés no chão. É bastante divertido como diretora vê-la diante da câmera. Spears é tão criativa com essas coisas. Então, é apenas ela e nada mais. E se envolve completamente a cada segundo. Ela de fato sabe trabalhar com uma câmera e mover-se. Fiquei realmente impressionada, e trabalhei quase com todas as cantoras no ramo videográfico. | ” |

O vídeo começa com Spears usando um vestido preto brilhante em uma penteadeira, colocando um rímel e sua fragrância Circus Fantasy. Então, corta para uma cena da artista segurando seu cabelo para cima e cantando as primeiras linhas diante de um fundo branco. Também há imagens em preto e branco dela vestindo um maiô branco atrás de um vidro vaporizado. Em seguida, a interprete aparece usando o mesmo modelo combinando com um óculos, enquanto está cercada por quatro dançarinas vestindo trajes pretos, segurando uma barra de aço acima delas. No refrão, ela dança juntamente com seis dançarinos em frente a uma parede branca com quadros de instalações de luz reminiscentes a um código de barras. Há também cenas da cantora dançando provocativamente com dois bailarinos. Na ponte, há closes intercalados de Spears na qual termina o verso com a artista sorrindo. O vídeo encerra com a interprete realizando a coreografia com os dois dançarinos e posteriormente corta para um close-up dela olhando para a câmera.
Daniel Kreps da revista Rolling Stone comparou o vídeo com o de "Single Ladies (Put a Ring on It)" de Beyoncé e elogiou a coreografia dizendo que Spears não tinha dançado com tanta convicção desde o disco In the Zone. Jocelyn Vena da MTV deu a produção uma revisão positiva, afirmando que é um "clipe sensual e que possuí rápidas cenas" e que "existem alguns momentos no vídeo onde a personalidade de Britney resplandece" acrescentando que "ela sorri para as letras divertidas da música, particularmente quando ela termina a ponte da canção". Tanner Stransky da Entertainment Weekly congratulou a escolha dos figurinos do roteiro, mas publicou que as cenas são "escassas". The Daily Mail disse que o vídeo "apresenta Britney se contorcendo usando pouca roupa cercada por dançarinos da melhor maneira que sabe".
Em 15 de dezembro de 2009, a versão do diretor do vídeo vazou na internet. Daniel Kreps da revista Rolling Stone comentou que a nova edição "proporciona cortes um pouco mais provocantes dos vídeos de danças-pesadas de Diane Martel que parece encontrar uma melhor cadência com a música, ao contrário da versão original, que foi essencialmente filmada e editada em poucos dias para coincidir com o lançamento de The Singles Collection".

## Faixas e formatos
"3" foi lançada nas lojas virtuais contendo apenas a música como faixa com uma duração máxima de três minutos e trinta e três segundos. Sendo editado dois extended plays (EP): um de remixes e outro territorial, ambos contendo cinco faixas. O número também teve sua comercialização como CD single.
| Download digital |        |         |  |
| N.º              | Título | Duração |  |
| 1.               | "3"    | 3:33    |  |

| CD single promocional |                    |         |  |
| N.º                   | Título             | Duração |  |
| 1.                    | "3"                | 3:33    |  |
| 2.                    | "3" (Instrumental) | 3:33    |  |
| 3.                    | "3" (A capella)    | 3:33    |  |

| CD single |                    |         |  |
| N.º       | Título             | Duração |  |
| 1.        | "3"                | 3:33    |  |
| 2.        | "3" (Instrumental) | 3:33    |  |

| CD single de remixes promocional |                                  |         |  |
| N.º                              | Título                           | Duração |  |
| 1.                               | "3" (censurada)                  | 3:33    |  |
| 2.                               | "3" (Groove Police Club Mix)     | 7:08    |  |
| 3.                               | "3" (Groove Police Dub)          | 7:09    |  |
| 4.                               | "3" (Groove Police Mixshow)      | 5:28    |  |
| 5.                               | "3" (Groove Police Extended Mix) | 9:21    |  |
| 6.                               | "3" (Groove Police Radio Edit)   | 3:57    |  |

| Extended play (EP) digital da França |                                 |         |  |
| N.º                                  | Título                          | Duração |  |
| 1.                                   | "3"                             | 3:33    |  |
| 2.                                   | "3" (The Knocks Extended Remix) | 5:47    |  |
| 3.                                   | "3" (DiscoTech Remix Club Edit) | 4:23    |  |
| 4.                                   | "3" (Tonal Club Remix)          | 5:04    |  |
| 5.                                   | "3" (Trypsin Club Mix)          | 7:45    |  |

| Extended play (EP) digital de remixes |                                          |         |  |
| N.º                                   | Título                                   | Duração |  |
| 1.                                    | "3"                                      | 3:33    |  |
| 2.                                    | "3" (Instrumental)                       | 3:33    |  |
| 3.                                    | "3" (Wolfgang Gartner Extended Club Mix) | 6:35    |  |
| 4.                                    | "3" (Groove Police Club Mix)             | 7:09    |  |
| 5.                                    | "3" (Manhattan Clique Remix Radio)       | 3:36    |  |

| CD single do Japão |                                |         |  |
| N.º                | Título                         | Duração |  |
| 1.                 | "3"                            | 3:33    |  |
| 2.                 | "3" (Instrumental)             | 3:33    |  |
| 3.                 | "3" (Groove Police Mixshow)    | 7:08    |  |
| 4.                 | "3" (Groove Police Radio Edit) | 3:57    |  |
| 5.                 | "3" (Vídeo)                    | 3:36    |  |

## Créditos
Lista-se abaixo os profissionais envolvidos na elaboração de "3", de acordo com o encarte do álbum The Singles Collection:
- Britney Spears - vocal principal e vocais de apoio
- Max Martin – composição, produção e teclado
- Shellback – composição, produção e guitarra
- Tiffany Amber – composição
- Serban Ghenea – mixagem
- Tim Roberts – assistente de engenharia
- John Hanes – edição vocal

## Desempenho nas tabelas musicais
Em 8 de outubro de 2009, "3" entrou na 14ª posição na Billboard Bubbling Under Hot 100 e na 38ª na Pop Songs. Na semana seguinte, a canção estreou em primeiro lugar na Billboard Hot 100, tornando-se o terceiro single da cantora a alcançar o topo na parada dos Estados Unidos. Isso fez de Spears a primeira artista em mais de três anos a debutar no primeiro posto e a única que não participou do American Idol a conseguir tal feito em onze anos. "3" foi a décima quinta canção na história da tabela a estrear na primeira colocação e também a composição de título mais curto a alcançar o topo da Billboard Hot 100. A música também alcançou o número um na Hot Digital Songs, vendendo 255 mil downloads em sua primeira semana. A faixa vendeu 2,1 milhões de cópias nos Estados Unidos de acordo com Nielsen SoundScan. É seu terceiro single mais vendido digitalmente no país. No Canadá, a faixa estreou no número 86 na Canadian Hot 100 em 17 de outubro de 2009 e levantou-se para o primeiro emprego na semana seguinte. Foi certificada como disco de platina pela Music Canada pelas venda de mais de 160 mil exemplares.
"3" estreou na quinquagésima posição na tabela australiana ARIA Charts em 12 de outubro de 2009, com apenas dois dias de vendas digitais. Teve um pico de número seis na semana de 26 de outubro. Sendo certificada como platina dupla pela Australian Recording Industry Association (ARIA), com mais de 70 mil exemplares comercializados. Em 12 de outubro, a faixa debutou na décima sexta colocação na parada da Nova Zelândia Recording Industry Association of New Zealand, tornando-a a estreia mais alta de Spears no gráfico, desde "Womanizer". Em sua quinta semana na listagem, atingiu a 12ª ocupação. Na UK Singles Chart, a obra debutou no sétimo lugar em 16 de novembro. Segundo o The Official Charts Company, a canção vendeu 145 mil edições no Reino Unido. "3" alcançou um sucesso semelhante em toda a Europa listando-se entre os dez mais vendidos na região belga Valônia, República Checa, Finlândia, Noruega, Suécia, bem como os vinte primeiros na Áustria, Bélgica (Flandres) e Dinamarca.
| Tabela musical (2009-10)                                      | Melhor posição |
| ------------------------------------------------------------- | -------------- |
| Alemanha - Media Control AG                                   | 18             |
| Austrália - ARIA Charts                                       | 6              |
| Áustria - Ö3 Austria Top 75                                   | 17             |
| Bélgica (Flandres) - Ultratop 50                              | 13             |
| Bélgica (Valônia) - Ultratop 40                               | 8              |
| Canadá - Canadian Hot 100                                     | 1              |
| Dinamarca - Tracklisten                                       | 15             |
| Eslováquia - IFPI Slovenská Republika                         | 23             |
| Espanha - Productores de Musica de España                     | 38             |
| Estados Unidos - Billboard Hot 100                            | 1              |
| Estados Unidos - Hot Dance Club Songs                         | 16             |
| Estados Unidos - Pop Songs                                    | 2              |
| Finlândia - IFPI Finlândia                                    | 5              |
| França - Syndicat National de l'Édition Phonographique        | 10             |
| Irlanda - Irish Recorded Music Association                    | 7              |
| Noruega - VG-lista                                            | 10             |
| Nova Zelândia - Recording Industry Association of New Zealand | 12             |
| Países Baixos - Mega Single Top 100                           | 57             |
| Reino Unido - UK Singles Chart                                | 7              |

| Tabela musical (2009-10)       | Melhor posição |
| ------------------------------ | -------------- |
| Chéquia - IFPI Česká Republika | 10             |
| Suécia - Sverigetopplistan     | 2              |

| País                  | Certificação |
| --------------------- | ------------ |
| Austrália (ARIA)      | Platina      |
| Canadá (Music Canada) | 2× Platina   |
| Estados Unidos (RIAA) | 3× Platina   |
| Japão (RIAJ)          | Ouro         |
| Nova Zelândia (RIANZ) | Ouro         |
| Reino Unido (BPI)     | Prata        |

| Tabela musical (2009)              | Posição |
| ---------------------------------- | ------- |
| Austrália - ARIA Charts            | 59      |
| Bélgica (Valônia) - Ultratop 40    | 94      |
| Canadá - Canadian Hot 100          | 71      |
| Estados Unidos - Billboard Hot 100 | 87      |
| Tabela musical (2010)              | Posição |
| Canadá - Canadian Hot 100          | 65      |
| Estados Unidos - Billboard Hot 100 | 69      |

## Histórico de lançamento
"3" foi enviada para as estações de rádio no mundo todo em 29 de setembro de 2009. Lançada em seguida fisicamente na Austrália, Alemanha e Reino Unido em novembro do mesmo, sendo distribuída em formato digital nos países estadunidenses e britânicos.
| País                  | Data                   | Formato          | Gravadora            |
| --------------------- | ---------------------- | ---------------- | -------------------- |
| Mundo                 | 29 de setembro de 2009 | Rádios           | RCA/Jive Label Group |
| Mundo                 | 2 de outubro de 2009   | Download digital | RCA/Jive Label Group |
| Estados Unidos        | 2 de outubro de 2009   | Download digital | RCA/Jive Label Group |
| Brasil                | 2 de outubro de 2009   | Download digital | RCA/Jive Label Group |
| Austrália             |                        | Download digital | RCA/Jive Label Group |
| 2 de novembro de 2009 | CD single              |                  | RCA/Jive Label Group |
| Reino Unido           | 8 de novembro de 2009  | Download digital | Zomba Group          |
| Reino Unido           | 9 de novembro de 2009  | CD single        | Zomba Group          |
| Alemanha              | 13 de novembro de 2009 | CD single        | Zomba Group          |